# Samorealizacja
Samorealizacja, samourzeczywistnianie, samoaktualizacja – w psychologii to stałe dążenie do realizacji swojego potencjału, rozwijania talentów i możliwości, proces stawania się „tym, kim się chce być” (a nie tym, kim się jest), dążeniem do wewnętrznej spójności, jedności z samym sobą, spełnienia swojego przeznaczenia lub powołania. 
Osoba samoaktualizująca się odznacza się spontanicznością, dystansem wobec zdarzeń, bliskimi związkami z innymi, niezależnością ale też poczuciem humoru.

## Pojęcie
Pojęcie to zostało wprowadzone do humanistyki w XIX wieku przez Kierkegaarda, rozumiane przez niego w konwencji egzystencjalnej i oznaczające kategorię ludzkiej egzystencji przeciwstawioną poczuciu przemijania i pustki w obliczu śmierci.
Na gruncie psychologii po raz pierwszy zastosowane przez Kurta Goldsteina – przedstawiciela nurtu organizmicznego. Określił on samorealizację jako nadrzędny motyw sterujący ludzką aktywnością, zorientowany na spełnienie możliwości i  urzeczywistnienie osobistego potencjału jednostki.
Problematyka samorealizacji obecna jest już w rozważaniach filozofów starożytnych. Znaleźć ją można m.in. u Platona, Seneki czy Epikura. Wprawdzie nie posługują się oni terminem samorealizacja, jednak ich rozważania oscylują wokół zagadnień samorozwoju i samodoskonalenia się.
Problematyka samorealizacji zajmuje centralną pozycję w rozważaniach psychologów humanistycznych. Szczególnie znaczący dorobek osiągnął w tym zakresie Abraham Maslow. Na podstawie prowadzonych badań wyróżnił on specyficzne cechy osób samorealizujących się, m.in. samoakceptacja oraz akceptacja otaczającego świata i innych ludzi, autonomia osobowościowa, głębia relacji interpersonalnych, spontaniczność, niezłośliwe i filozoficzne poczucie humoru, przeżycia mistyczne. Występowanie wyróżnionych specyficznych cech stanowi empiryczny wskaźnik samorealizacji. Ponadto proces samorealizacji Maslow utożsamił z twórczością - rozumianą egalitarnie, jako ekspresję osobistego potencjału jednostki, przejawiającą się w różnych czynnościach dnia codziennego.
Określenia dotyczące samorealizacji można znaleźć w pracach m.in. Adlera, który pisze o dążeniu do mocy, Junga – o indywiduacji , Fromma – o charakterze produktywnym , Carl Rogers – o nastawieniu na klienta.
Badania nad samorealizacją – prowadzone są często w kontekście problematyki poczucia własnej wartości, poczucia sensu życia, samoświadomości, świadomości celów i wartości życiowych. Badania te wyraźnie korespondują z nurtem life-span psychology (psychologia biegu życia) i integrują takie subdyscypliny, jak: psychologia osobowości, psychologia motywacji, społeczna psychologia rozwoju, andragogika.

## Samorealizacja w sahadźa jodze
W naukach   Śri Matadźi Nirmala Dewi samorealizacja jest rozumiana jako rozbudzenie, uśpionej w każdym człowieku, boskiej energii kundalini.